# 1994 في الجزائر
فيما يلي قوائم الأحداث التي وقعت خلال عام 1994 في الجزائر.

## سياسة

### انتهاء فترة المنصب
- 30 يناير – علي كافي رئيس الجزائر.
- 11 أبريل – رضا مالك الوزير الأول الجزائري.

## أفلام
من الأفلام التي صدرت هذه السنة في الجزائر:
- 1 يناير – كرنفال في دشرة

## كتب
من الكتب التي صدرت هذه السنة في الجزائر:
- 1 يناير – ذاكرة الجسد من تأليف أحلام مستغانمي.

## مواليد

### يوليو
- 3 يوليو – فريد شعال لاعب كرة قدم جزائري.
- 9 يوليو – عادل حبيب بلدي لاعب كرة قدم جزائري.

### سبتمبر
- 18 سبتمبر – سارة بلحوسين لاعبة كرة طائرة جزائرية.

### نوفمبر
- 3 نوفمبر – دلال مروة عاشور لاعبة كرة طائرة جزائرية.

## وفيات

### مارس
- 10 مارس – عبد القادر علولة (مواليد 1935) كاتب مسرحي جزائري.

### مايو
- 30 مايو – جان كوهين (مواليد 1919) فيلسوف فرنسي.

### يونيو
- 17 يونيو – ميلود هدفي (مواليد 1949)

### سبتمبر
- 29 سبتمبر – الشاب حسني (مواليد 1968) مغني راي ومؤلف جزائري.

### ديسمبر
- 5 ديسمبر – محمدي السعيد (مواليد 1912) سياسي جزائري.